# 烏沙奇區
烏沙奇區（羅馬化：Ushachskiy rayon）是白俄羅斯北部维捷布斯克州的一個區，行政中心为烏沙奇，面積1,489.38平方公里，2009年人口15,970，人口密度每平方公里10.72人。